# Zealandic (Schiff, 1928)
Die Zealandic (II) war ein 1928 gestellter Ozeandampfer der britischen Reederei Shaw, Savill & Albion Steamship Company, der im Passagierverkehr zwischen Großbritannien und Australien eingesetzt wurde. Das Schiff wurde 1941 von einem deutschen U-Boot versenkt, wobei alle 73 Menschen an Bord ums Leben kamen.

## Das Schiff
Das Motorschiff Zealandic wurde auf der Werft Swan, Hunter & Wigham Richardson in Wallsend gebaut und lief am 25. November 1927 vom Stapel. Das 147,09 Meter lange und 19,56 Meter breite Schiff wurde für die Reederei Shaw, Savill & Albion Steamship Co. beauftragt, für die es von Australien und Neuseeland nach Großbritannien auslief. Das im März 1928 fertiggestellte Schiff konnte neben der üblichen Fracht auch gefrorene Güter transportieren. Die Schiffsvermessung belief sich auf 8.281 BRT, 5.100 NRT und 10.876 DWT.
Das Schiff wurde mit zwei sechszylindrigen Dampfmaschinen der Sulzer AG angetrieben, die bei der Wallsend Slipway & Engineering Company gebaut worden waren und 8.000 PS leisteten. Die Höchstgeschwindigkeit lag bei 16 Knoten (29,6 km/h). Im Februar und März 1928 erschienen Berichte über die Zealandic in dem Magazin The Motor Ship. Im Mai 1932 fuhr die Zealandic von Bluff und Auckland in Neuseeland nach London. Im Mai 1933 fuhr sie von Brisbane über Sydney nach Hull. Am 2. Mai 1939 brach im Maschinenraum des Schiffs ein Feuer aus, während es an Pier 6 im Hafen von Melbourne lag. Die Feuerwehr konnte den Brand innerhalb einer Stunde unter Kontrolle bringen.
Am Freitag, dem 17. Januar 1941 befand sich die Zealandic unter dem Kommando von Kapitän Frederick James Ogilvie mit Passagieren und Fracht auf einer Fahrt von Liverpool nach Brisbane. An Bord waren neben dem Kapitän 64 Besatzungsmitglieder, zwei Artilleristen und sechs Passagiere. Um 00.45 Uhr nachts wurde der uneskortierte Dampfer nordwestlich von Rockall auf der Position 58° 28′ N, 20° 43′ W von einem G7-Torpedo getroffen, der von dem deutschen U-Boot U 106 (Korvettenkapitän Jürgen Oesten) abgeschossen worden war.
Die Zealandic stoppte zunächst, setzte Notsignale ab und setzte dann die Fahrt fort. Um 00.59 Uhr und um 01.27 wurden weitere Torpedos auf das Passagierschiff geschossen. Die Mannschaft von U 106 sah, dass drei Rettungsboote zu Wasser gelassen wurden, aber die Menschen in den Rettungsbooten wurden nach dem Untergang des Schiffs nie wieder gesehen. Keiner der 73 Menschen an Bord der Zealandic überlebte die Versenkung.